# ميركو بولاند
ميركو بولاند (بالألمانية: Mirko Boland)‏ (23 أبريل 1987 بفيزل في ألمانيا - ) هو لاعب كرة قدم ألماني في مركز الوسط. لعب مع آينتراخت براونشفايغ ونادي دويسبورغ وأم أس في دويسبورغ II ‏.

## وصلات خارجية
- ميركو بولاند على موقع قاعدة بيانات كرة القدم.إي يو (الإنجليزية)
- ميركو بولاند على موقع بيانات كرة القدم. دي إي (الألمانية)
- ميركو بولاند على موقع Soccerway.com (الإنجليزية)
- ميركو بولاند على موقع عالم كرة القدم.نت (الإنجليزية)
- ميركو بولاند على موقع AS.com (الإسبانية)